# Mittleres Blaufarbenwerk (Breitenbach)

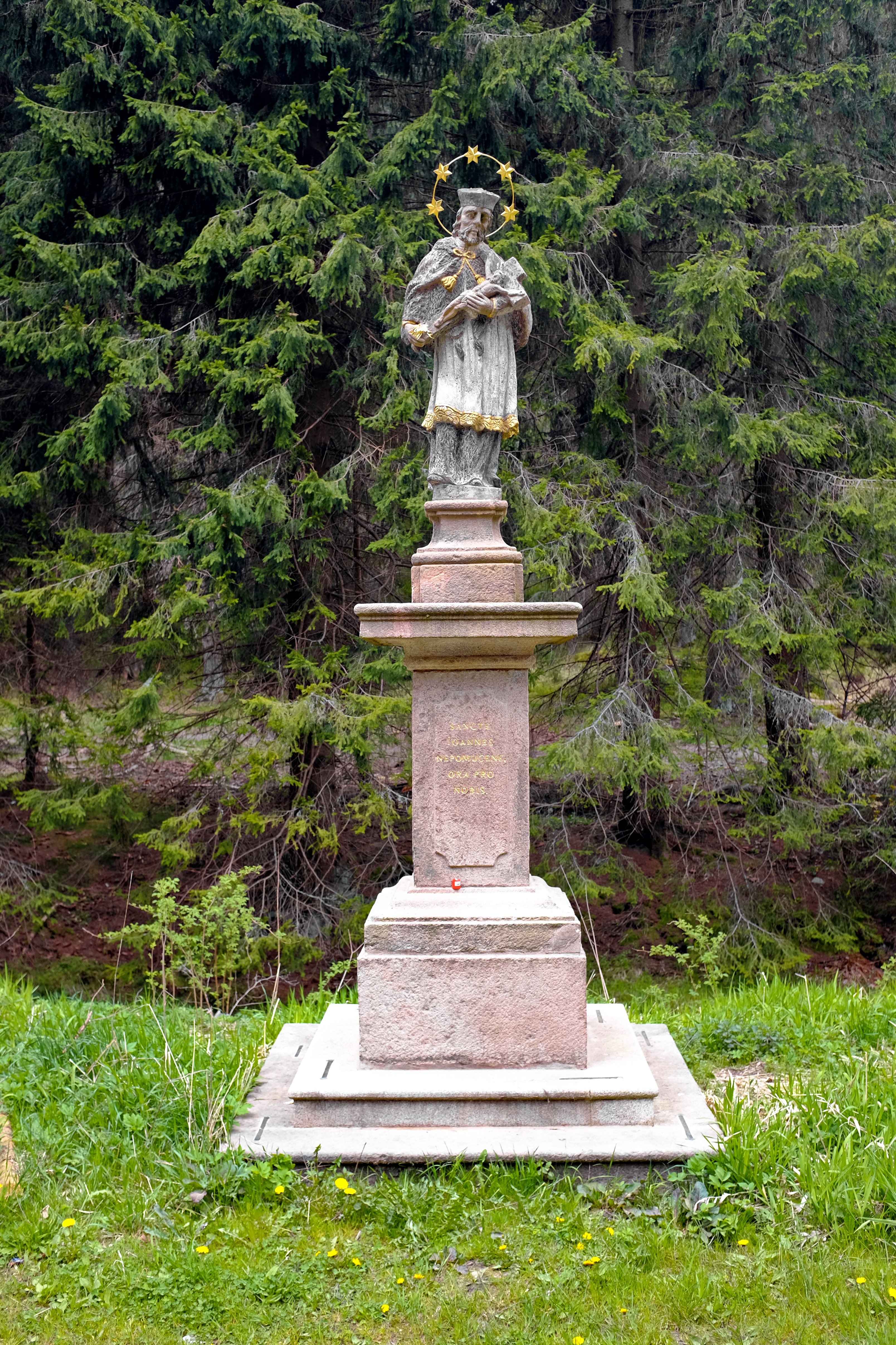
Nepomuksäule am Standort des mittleren Blaufarbenwerks, 2020

Das mittlere Blaufarbenwerk bzw. die Putz’sche Blaufarbfabrik am Breitenbach an der Straße von Horni Blatna nach Johanngeorgenstadt war ein Werk, das zur Herstellung von blauer Farbe aus kobalthaltigem Erz diente. Bis zur Stilllegung Ende des 19. Jahrhunderts gehörte es der bürgerlichen Familie Putz. Es ist zu unterscheiden von dem oberen Blaufarbenwerk der adligen Familie Putz von Breitenbach, welches gleichzeitig in deren Nähe im Breitenbachtal Arbeitgeber für zahlreiche Farbmühlarbeiter aus Platten und Breitenbach war.

## Geschichte
Die Farbmühle am Breitenbach ist seit Anfang des 17. Jahrhunderts belegt. Dem Farbmacher Hans Wild (1607–1683) wurde neben Melchior Siegel des Älteren Pochwerk am Breitenbach eine halbe Farbmühle verliehen. Die andere Hälfte besaßen Drechsler und der Stadtrichter Conrad Hütter. 1618 erhielt Hütter die Erlaubnis, bei Sankt Joachimsthal einen Röstofen, der Giftmehl erzeugte, und eine Sublimierhütte, die reines Arsenik produzierte, zu erbauen. 1642 verkaufte Wild seine am Breitenbach gelegene Farbmühle. Wild der sich zeitweise als Glaubensflüchtling in Johanngeorgenstadt aufhielt, besaß später ein Blaufarbenwerk in Saalfeld. 1664 erhielt er vom Fürsten von Sachsen-Meiningen das Privileg, zu Piesau eine Farbmühle zu errichten. Die Farbmühle wurde bis ca. 1673 vom Farbmacher Christoph Siegel († 1695), deren Familie ebenfalls nach Kursachsen immigrierte, betrieben. Siegel verkaufte die Farbmühle dem Stadtvogt Hans Höfer (1634–1690). In Höfers Namen wurde sie dem Bergmeister und Glashüttenbesitzer Christoph Adalbert Putz zugeschrieben. 

Das böhmische Blaufarbenwesen hatte unter der Protestantenverfolgung nach 1650 schwer zu leiden. 1686 erging der Befehl fortan alle silberhaltigen Kobalterze an die Staatliche Silberhütte in Sankt Joachimsthal abzuliefern. Erlaubt wurde nur silberfreie oder silberarme Erze zu blauer Farbe zu verarbeiten. Auf die in Platten gewogenen Farbfässer wurde Brennstempelgeld erhoben. Christoph Adalbert Putz der 1719 von Kaiser Karl VI. in Wien das Adelsdiplom erhielt übergab die Farbmühle seinem Bruder, dem Zolleinnehmer und Bergwerkseigentümer Joseph Putz. Als Besitzer folgte der Zolleinnehmer Franz Anton Putz (1692–ca. 1733), verheiratet mit der Tochter des Farbmühlbesitzers Christian Elster. 1734 wird sein Nachlass verwaltet. Der Sohn und Erbe Joseph Putz der Jüngere (1727–1794) war mit der Tochter des Farbwerksbesitzer von Zwittermühl Kilian Hanickl verheiratet. 1752 wird die Putz’sche als eine von drei Farbmühlen in Breitenbach erwähnt, sowie 1774 als eines der böhmischen Blaufarbenwerke:

„Gleich bey Joachimsthal auf dem Wege der nach der Silberschmelz=Hütte liegt das Puchnerische und zwischen Platte und Johanngeorgenstadt drey andere Böhmische Blaufarbenwerker, nemlich das Elsterische, Butzische und Mysellsche.“

Als Farbmühlarbeiter und Meister waren im 18. Jahrhundert für die Familie Putz auf dem Werk tätig: der Töpfermeister und Kirchenwohltäter Joseph Hasler aus Komotau († 1799), dessen Sohn, der Farbmeister Johann Anton Hasler (1745–1813), sowie der Pachthausbesitzer Johann Lorenz aus Neudek († 1812). Die sogenannten Joseph Putz’schen Erben führten das Werk bis ca. 1870 als Ultramarinfabrik. Zeitweise war der Betrieb ganz eingestellt. 1875 wurde das Gebäude und zugehörige Grundstücke zum Verkauf versteigert. Wie alle einzeln stehenden Gebäude im oberen Breitenbachtal wurde es nach 1945 abgerissen. Heute steht unweit der Stelle des untergegangenen Werkes eine Nepomuksäule.

## Beschreibung
Das Werk bestand aus einem Wohnhaus samt angebauten Schuppen, einem gemauerten und hölzernen Gebäude mit Einrichtung und Utensilien zur Ultramarinfabrikation, einem Grundkomplex von 8000 Klaster, sowie einer Grabenleitung im Längenmaß von ca. 600 Klaster.